# Заирова, Сайфура
Сайфура Заирова (тадж. Сайфура Зоирова; 1921 год — 1989 год) — звеньевая колхоза имени Калинина Куйбышевского района Сталинабадской области, Таджикская ССР. Герой Социалистического Труда (1948).
Родилась в 1921 году в семье дехканина в одном из сельских населённых пунктов современного Яванского района.
Трудилась рядовой колхозницей, директором детского сада, звеньевой хлопководческого звена в колхозе имени Калинина Куйбышевского района.
В 1947 году звено Сайфуры Заировой собрало высокий урожай хлопка-сырца. Указом Президиума Верховного Совета СССР от 2 июня 1948 года удостоена звания Героя Социалистического Труда с вручением Ордена Ленина и золотой медали Серп и Молот.
В последующие годы за высокие трудовые достижения была награждена вторым Орденом Ленина.
Награды
- Герой Социалистического Труда
- Орден Ленина — дважды
- Почётная Грамота Президиума Верховного Совета Таджикской ССР.